# I Sing the Body Electric (The Twilight Zone)
"I Sing the Body Electric" is een aflevering van de Amerikaanse televisieserie The Twilight Zone. Het scenario werd geschreven door Ray Bradbury, gebaseerd op zijn eigen verhaal.

## Plot

### Opening
They make a fairly convincing pitch here. It doesn't seem possible though, to find a woman who might be ten times better than mother in order to seem half as good—except, of course, in the Twilight Zone. 
— Rod Serling

### Verhaal
Een man, wiens vrouw recentelijk is overleden, neemt zijn drie kinderen, Tom, Karen en Anne, mee naar een fabriek genaamd, Facsimile, Ltd, waar men levensechte robots maakt. Zijn plan is een robotgrootmoeder aan te schaffen die de moederrol van zijn overleden vrouw kan overnemen.
Tom en Karen zijn meteen onder de indruk van hun nieuwe robotgrootmoeder, maar Anne moet niets van haar weten. De grootmoeder herinnert haar te veel aan haar echte moeder, wier dood Anne heeft gemaakt tot en verbitterd jong meisje.
Anne probeert uiteindelijk weg te lopen, maar kijkt niet uit voor ze de straat over steekt. Ze wordt bijna geraakt door een vrachtwagen, maar de robotgrootmoeder springt ervoor en redt zo Annes leven. De robotgrootmoeder zelf overleeft de klap ook daar ze onverwoestbaar is en Anne beseft dat ze hen niet zal verlaten zoals hun echte moeder deed. Eindelijk accepteert ze de robot.
Jaren later, wanneer de drie kinderen zijn opgegroeid en naar de hogere school gaan, maakt de robotgrootmoeder bekend dat haar taak erop zit. Ze zal teruggaan naar de fabriek om te worden gerecycleerd. Haar ervaringen met Tom, Anne en Karin zullen worden doorgegeven aan de volgende generatie robots.

### Slot
A fable? Most assuredly. But who's to say at some distant moment there might not be an assembly line producing a gentle product in the form of a grandmother whose stock in trade is love? Fable, sure—but who's to say? 
— Rod Serling

## Rolverdeling
- Josephine Hutchinson: robotgrootmoeder
- David White: vader
- Vaughn Taylor: verkoper
- Doris Packer: Nedra
- Veronica Cartwright: 11-jarige Anne
- Susan Crane: 19-jarige Anne
- Charles Herbert: 12-jarige Tom
- Paul Nesbitt: 20-jarige Tom
- Dana Dillaway: 10-jarige Karen
- Judy Morton: 18-jarige Karen

## Trivia
- Hoewel Ray Bradbury meerdere scenario's schreef voor The Twilight Zone, was dit het enige dat daadwerkelijk werd gebruikt voor een aflevering.
- Dit is een van de weinige afleveringen waarin Rod Serling ook halverwege een dialoog heeft. Hierin vertelt hij de kijker wat er in de jaren tussen het vrachtwagenincident en het moment dat de kinderen naar de hogere school gaan, gebeurt.
- "I Sing the Body Electric" is een citaat uit een gedicht van Walt Whitman.